# Glatens
Glatens est une commune française située dans le sud-ouest du département de Tarn-et-Garonne, en région Occitanie.
Sur le plan historique et culturel, la commune est dans la Lomagne, une ancienne circonscription de la province de Gascogne ayant titre de vicomté, surnommée « Toscane française ».
Exposée à un climat océanique altéré, elle est drainée par la Sère, le ruisseau de Caravêche et par divers autres petits cours d'eau.
Glatens est une commune rurale qui compte 68 habitants en 2022, après avoir connu une forte hausse de la population depuis 1975.  Elle fait partie de l'aire d'attraction de Beaumont-de-Lomagne. Ses habitants sont appelés les Glatenois ou  Glatenoises.

## Géographie

### Localisation
Commune située en Lomagne limitrophe du département du Gers.

### Communes limitrophes
Les communes limitrophes sont  Castéron, Cumont, Esparsac, Gimat, Lamothe-Cumont et Maumusson.
| Maumusson                   |                | Esparsac |
| Castéron (Gers)             | Glatens        |          |
| Cumont (par un quadripoint) | Lamothe-Cumont | Gimat    |

### Hydrographie

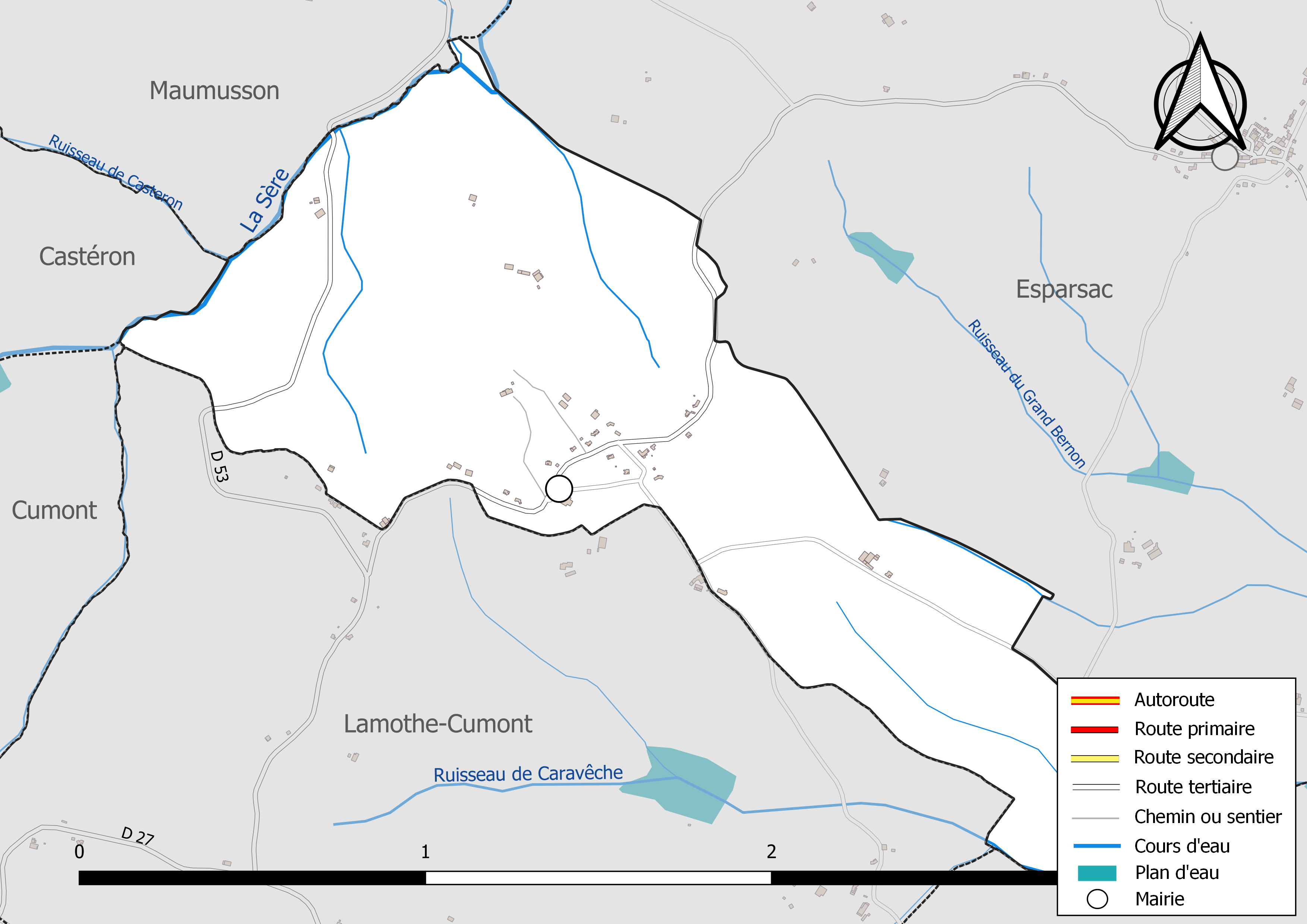
Réseaux hydrographique et routier de Glatens.

La commune est dans le bassin versant de la Garonne, au sein du bassin hydrographique Adour-Garonne. Elle est drainée par la Sère, le ruisseau de Caravêche, le ruisseau de Casteron et par divers petits cours d'eau, constituant un réseau hydrographique de 5 km de longueur totale,.
La Sère, d'une longueur totale de 31,8 km, prend sa source dans la commune de Castéron et s'écoule du sud-ouest vers le nord-ouest. Elle traverse la commune et se jette dans la Garonne à Castelsarrasin, après avoir traversé 15 communes.

### Climat
Pour des articles plus généraux, voir Climat de l'Occitanie et Climat de Tarn-et-Garonne.
En 2010, le climat de la commune est de type climat du Bassin du Sud-Ouest, selon une étude du Centre national de la recherche scientifique s'appuyant sur une série de données couvrant la période 1971-2000. En 2020, Météo-France publie une typologie des climats de la France métropolitaine dans laquelle la commune est exposée à un climat océanique altéré et est dans la région climatique Aquitaine, Gascogne, caractérisée par une pluviométrie abondante au printemps, modérée en automne, un faible ensoleillement au printemps, un été chaud (19,5 °C), des vents faibles, des brouillards fréquents en automne et en hiver et des orages fréquents en été (15 à 20 jours).
Pour la période 1971-2000, la température annuelle moyenne est de 13,1 °C, avec une amplitude thermique annuelle de 16 °C. Le cumul annuel moyen de précipitations est de 739 mm, avec 10,3 jours de précipitations en janvier et 5,9 jours en juillet. Pour la période 1991-2020, la température moyenne annuelle observée sur la station météorologique de Météo-France la plus proche, « Mauroux », sur la commune de Mauroux à 9 km à vol d'oiseau, est de 14,0 °C et le cumul annuel moyen de précipitations est de 677,6 mm. 
La température maximale relevée sur cette station est de 42,3 °C, atteinte le 24 août 2023 ; la température minimale est de −12 °C, atteinte le 8 février 2012,,.
Les paramètres climatiques de la commune ont été estimés pour le milieu du siècle (2041-2070) selon différents scénarios d'émission de gaz à effet de serre à partir des nouvelles projections climatiques de référence DRIAS-2020. Ils sont consultables sur un site dédié publié par Météo-France en novembre 2022.

### Milieux naturels et biodiversité
Aucun espace naturel présentant un intérêt patrimonial n'est recensé sur la commune dans l'inventaire national du patrimoine naturel,,.

## Urbanisme

### Typologie
Au 1er janvier 2024, Glatens est catégorisée commune rurale à habitat dispersé, selon la nouvelle grille communale de densité à sept niveaux définie par l'Insee en 2022.
Elle est située hors unité urbaine. Par ailleurs la commune fait partie de l'aire d'attraction de Beaumont-de-Lomagne, dont elle est une commune de la couronne,. Cette aire, qui regroupe 11 communes, est catégorisée dans les aires de moins de 50 000 habitants,.

### Occupation des sols
L'occupation des sols de la commune, telle qu'elle ressort de la base de données européenne d’occupation biophysique des sols Corine Land Cover (CLC), est marquée par l'importance des territoires agricoles (100 % en 2018), une proportion identique à celle de 1990 (100 %). La répartition détaillée en 2018 est la suivante : 
terres arables (73 %), zones agricoles hétérogènes (27 %). L'évolution de l’occupation des sols de la commune et de ses infrastructures peut être observée sur les différentes représentations cartographiques du territoire : la carte de Cassini (XVIIIe siècle), la carte d'état-major (1820-1866) et les cartes ou photos aériennes de l'IGN pour la période actuelle (1950 à aujourd'hui).

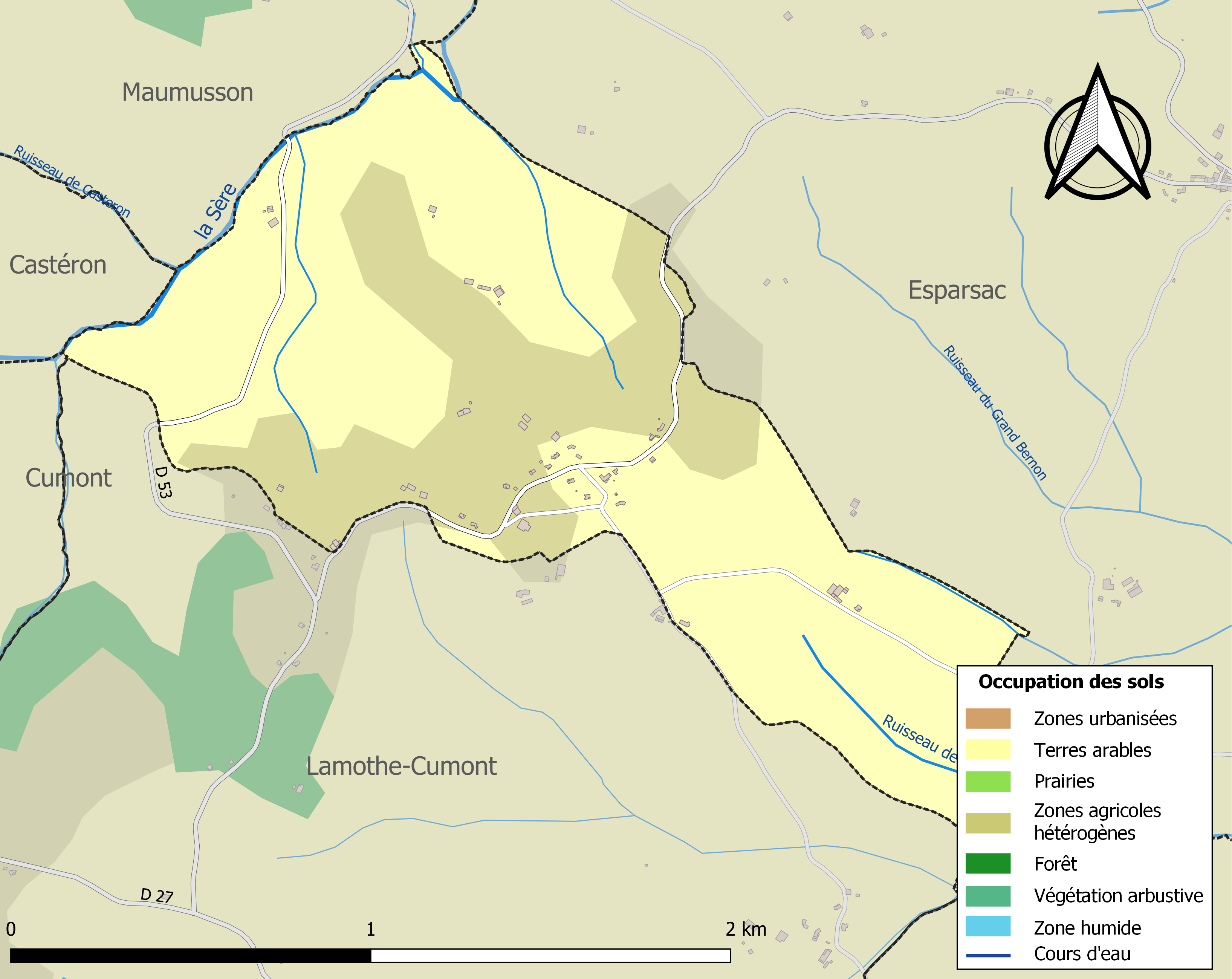
Carte des infrastructures et de l'occupation des sols de la commune en 2018 (CLC).

### Risques majeurs
Le territoire de la commune de Glatens est vulnérable à différents aléas naturels : météorologiques (tempête, orage, neige, grand froid, canicule ou sécheresse), inondations, mouvements de terrains et séisme (sismicité très faible). Il est également exposé à un risque technologique,  le transport de matières dangereuses. Un site publié par le BRGM permet d'évaluer simplement et rapidement les risques d'un bien localisé soit par son adresse soit par le numéro de sa parcelle.

#### Risques naturels
Certaines parties du territoire communal sont susceptibles d’être affectées par le risque d’inondation par débordement de cours d'eau, notamment la Sère. La cartographie des zones inondables en ex-Midi-Pyrénées réalisée dans le cadre du XIe Contrat de plan État-région, visant à informer les citoyens et les décideurs sur le risque d’inondation, est accessible sur le site de la DREAL Occitanie. La commune a été reconnue en état de catastrophe naturelle au titre des dommages causés par les inondations et coulées de boue survenues en 1982, 1999, 2015 et 2021,.
Glatens est exposée au risque de feu de forêt. Le département de Tarn-et-Garonne présentant toutefois globalement un niveau d’aléa moyen à faible très localisé, aucun Plan départemental de protection des forêts contre les risques d’incendie de forêt (PFCIF) n'a été élaboré. Le débroussaillement aux abords des maisons constitue l’une des meilleures protections pour les particuliers contre le feu,.

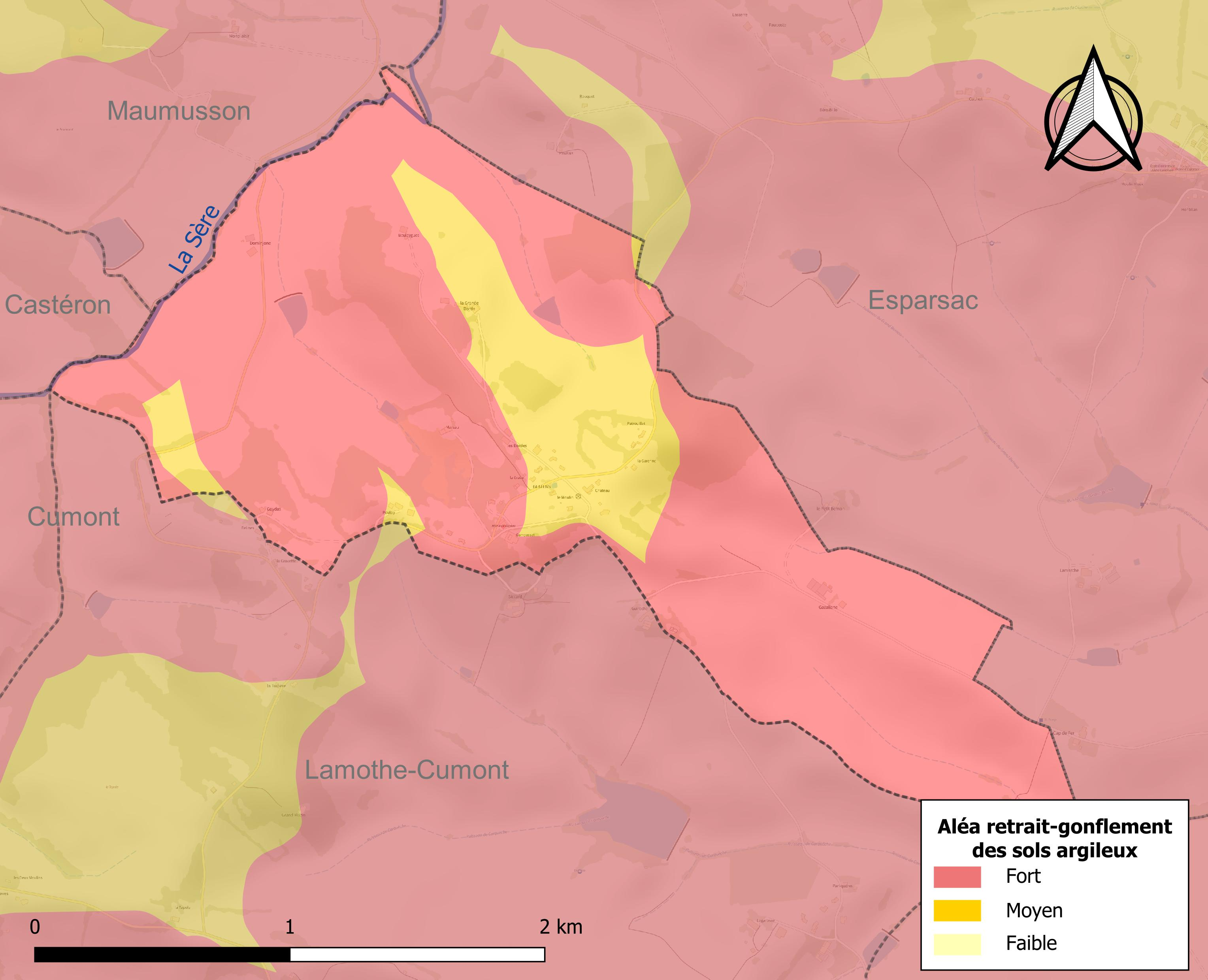
Carte des zones d'aléa retrait-gonflement des sols argileux de Glatens.

Les mouvements de terrains susceptibles de se produire sur la commune sont des tassements différentiels.
Le retrait-gonflement des sols argileux est susceptible d'engendrer des dommages importants aux bâtiments en cas d’alternance de périodes de sécheresse et de pluie. La totalité de la commune est en aléa moyen ou fort (92 % au niveau départemental et 48,5 % au niveau national). Sur les 28 bâtiments dénombrés sur la commune en 2019, 28 sont en aléa moyen ou fort, soit 100 %, à comparer aux 96 % au niveau départemental et 54 % au niveau national. Une cartographie de l'exposition du territoire national au retrait gonflement des sols argileux est disponible sur le site du BRGM,.
Par ailleurs, afin de mieux appréhender le risque d’affaissement de terrain, l'inventaire national des cavités souterraines permet de localiser celles situées sur la commune.
Concernant les mouvements de terrains, la commune a été reconnue en état de catastrophe naturelle au titre des dommages causés par la sécheresse en 1990, 1992, 1998, 2002, 2003 et 2016 et par des mouvements de terrain en 1999.

#### Risques technologiques
Le risque de transport de matières dangereuses sur la commune est lié à sa traversée par des infrastructures routières ou ferroviaires importantes ou la présence d'une canalisation de transport d'hydrocarbures. Un accident se produisant sur de telles infrastructures est susceptible d’avoir des effets graves sur les biens, les personnes ou l'environnement, selon la nature du matériau transporté. Des dispositions d’urbanisme peuvent être préconisées en conséquence.

## Toponymie
Les toponymistes de référence ne donnent aucune forme ancienne dans leurs ouvrages respectifs, ainsi ne connaît-on pas la forme primitive de ce toponyme. Ils en sont donc réduits à des conjectures,.
La terminaison -ens semble issue d'un suffixe, peut-être s'agit-il du suffixe germanique -ing, romanisé en -ingos. En tout cas, cette hypothèse s'appuie sur les nombreuses occurrences de cette terminaison -ens dans le Sud-Ouest, dans certains cas formellement identifiée comme d'origine germanique. cf. Bessens (Tarn-et-Garonne, Besingus en 680) ou Flamarens (Gers, de Flamalingis en 1097), etc..
Généralement, le premier élément des noms en -ingos > -ens est un anthroponyme de type germanique. Dans ce cas, il est plus difficile à identifier que le suffixe, faute de formes anciennes et de noms de lieux analogues dotés de formes anciennes. Il s'agit peut-être du nom de personne germanique *Glatto ou Glad-. Pour justifier l'existence d'un tel anthroponyme, ces mêmes toponymistes invoquent l'attestation en Gaule du composé Glatoldus (latinisation de Gladwald).
Cette hypothèse étant peu satisfaisante, peut-être est-il alors nécessaire de  considérer l'origine du nom Glatens comme étant semblable, du moins partiellement, et ayant un sens proche de celui des différents Glatigny du Nord de la France.

## Histoire
Au Moyen Âge il y avait à Glatens un château dont on ne peut encore voir les traces que vues du ciel.

## Politique et administration
| Période                                  | Période   | Identité                           | Étiquette | Qualité |
| ---------------------------------------- | --------- | ---------------------------------- | --------- | ------- |
| 1793                                     | 1816      | Antoine Sainctavit                 |           |         |
| 1816                                     | 1819      | Charles Dufour                     |           |         |
| 1819                                     | 1830      | Dominique Mauquié                  |           |         |
| 1830                                     | 1834      | Louis Cassagneau                   |           |         |
| 1834                                     | 1841      | Jacques Manas                      |           |         |
| 1841                                     | 1847      | Louis Cassagneau                   |           |         |
| 1847                                     | 1879      | Dominique Orens Bernard Sainctavit |           |         |
| 1879                                     | 1883      | Elie Sainctavit                    |           |         |
| 1883                                     | 1893      | Blaise Lucien Gayraud              |           |         |
| 1893                                     | 1919      | Lucien Gayraud                     |           |         |
| 1925                                     | 1929      | Pierre Bosc                        |           |         |
| 1929                                     | 1927      | Félix Dupuy                        |           |         |
| 1947                                     | 1975      | Albert Deuilhé                     |           |         |
| 1975                                     | mars 2014 | Rémy Thau                          |           |         |
| mars 2014                                | En cours  | Claude Renard                      |           |         |
| Les données manquantes sont à compléter. |           |                                    |           |         |

## Démographie
L'évolution du nombre d'habitants est connue à travers les recensements de la population effectués dans la commune depuis 1793. Pour les communes de moins de 10 000 habitants, une enquête de recensement portant sur toute la population est réalisée tous les cinq ans, les populations de référence des années intermédiaires étant quant à elles estimées par interpolation ou extrapolation. Pour la commune, le premier recensement exhaustif entrant dans le cadre du nouveau dispositif a été réalisé en 2008.

En 2022, la commune comptait 68 habitants, en évolution de −9,33 % par rapport à 2016 (Tarn-et-Garonne : +3,12 %, France hors Mayotte : +2,11 %).
| 1793 | 1800 | 1806 | 1821 | 1831 | 1836 | 1841 | 1846 | 1851 |
| ---- | ---- | ---- | ---- | ---- | ---- | ---- | ---- | ---- |
| 125  | 109  | 136  | 132  | 134  | 123  | 127  | 112  | 104  |

| 1856 | 1861 | 1866 | 1872 | 1876 | 1881 | 1886 | 1891 | 1896 |
| ---- | ---- | ---- | ---- | ---- | ---- | ---- | ---- | ---- |
| 117  | 117  | 128  | 117  | 100  | 81   | 93   | 82   | 84   |

| 1901 | 1906 | 1911 | 1921 | 1926 | 1931 | 1936 | 1946 | 1954 |
| ---- | ---- | ---- | ---- | ---- | ---- | ---- | ---- | ---- |
| 86   | 78   | 66   | 45   | 45   | 43   | 57   | 55   | 47   |

| 1962 | 1968 | 1975 | 1982 | 1990 | 1999 | 2006 | 2008 | 2013 |
| ---- | ---- | ---- | ---- | ---- | ---- | ---- | ---- | ---- |
| 46   | 39   | 25   | 30   | 36   | 54   | 56   | 56   | 74   |

| 2018 | 2022 | - | - | - | - | - | - | - |
| ---- | ---- | - | - | - | - | - | - | - |
| 73   | 68   | - | - | - | - | - | - | - |

## Économie

### Emploi
|                | 2008  | 2013   | 2018   |
| -------------- | ----- | ------ | ------ |
| Commune        | 3 %   | 8 %    | 5,4 %  |
| Département    | 8,4 % | 10,2 % | 10,3 % |
| France entière | 8,3 % | 10 %   | 10 %   |

En 2018, la population âgée de 15 à 64 ans s'élève à 56 personnes, parmi lesquelles on compte 80,4 % d'actifs (75 % ayant un emploi et 5,4 % de chômeurs) et 19,6 % d'inactifs,. Depuis 2008, le taux de chômage communal (au sens du recensement) des 15-64 ans est inférieur à celui de la France et du département.
La commune fait partie de la couronne de l'aire d'attraction de Beaumont-de-Lomagne, du fait qu'au moins 15 % des actifs travaillent dans le pôle,. Elle compte 5 emplois en 2018, contre 9 en 2013 et 6 en 2008. Le nombre d'actifs ayant un emploi résidant dans la commune est de 42, soit un indicateur de concentration d'emploi de 11,9 % et un taux d'activité parmi les 15 ans ou plus de 72,6 %.
Sur ces 42 actifs de 15 ans ou plus ayant un emploi, 3 travaillent dans la commune, soit 7 % des habitants. Pour se rendre au travail, 92,9 % des habitants utilisent un véhicule personnel ou de fonction à quatre roues, 2,4 % s'y rendent en deux-roues, à vélo ou à pied et 4,8 % n'ont pas besoin de transport (travail au domicile).

### Activités hors agriculture
6 établissements sont implantés  à Glatens au 31 décembre 2019.
Le secteur des activités spécialisées, scientifiques et techniques et des activités de services administratifs et de soutien est prépondérant sur la commune puisqu'il représente 33,3 % du nombre total d'établissements de la commune (2 sur les 6 entreprises implantées  à Glatens), contre 14,1 % au niveau départemental.

### Agriculture
|               | 1988 | 2000 | 2010 | 2020 |
| ------------- | ---- | ---- | ---- | ---- |
| Exploitations | 2    | 3    | 5    | 2    |
| SAU (ha)      | 93   | 334  | 385  | 413  |

La commune est dans la Lomagne, une petite région agricole située dans le sud-ouest du département de Tarn-et-Garonne. En 2020, l'orientation technico-économique de l'agriculture  sur la commune est la culture de céréales et/ou d'oléoprotéagineuses. Deux exploitations agricoles ayant leur siège dans la commune sont dénombrées lors du recensement agricole de 2020 (deux en 1988). La superficie agricole utilisée est de 413 ha,,.

## Culture locale et patrimoine

### Lieux et monuments
- Église Saint-Martin de Glatens. L'édifice est référencé dans la base Mérimée et à l'Inventaire général Région Occitanie[35]. Plusieurs objets sont référencés dans la base Palissy[35].
- Ancienne Église Saint-Martin de Glatens. L'édifice est référencé dans la base Mérimée et à l'Inventaire général Région Occitanie[36].

## Pour approfondir